# Seguridad Alimentaria Mexicana
Seguridad Alimentaria Mexicana (SEGALMEX) es una compañía paraestatal mexicana. Es un organismo descentralizado, sectorizado a la Secretaría de Agricultura y Desarrollo Rural, que busca la autosuficiencia alimentaria en los cuatro granos básicos (maíz, trigo, arroz, frijol) y leche para el fomento al desarrollo económico y social del país.
Fue fundada por el gobierno de Andrés Manuel López Obrador el 18 de enero de 2019. Sus objetivos son: "Propiciar la venta, distribución o, en su caso, importación de fertilizantes y semillas mejoradas y cualquier otro producto que pudiera contribuir a favorecer la productividad agroalimentaria".

## Facultades
Las facultades de esta empresa de acuerdo al Gobierno de México son: 
1. Coordinar la adquisición de productos agroalimentarios a precios de garantía que favorecerán a los pequeños y medianos productores nacionales.
2. Vender y distribuir fertilizantes, semillas mejoradas o cualquier otro producto que contribuya a elevar la productividad del campo mexicano.
3. Promover tanto la industrialización de alimentos básicos, leche y sus derivados como la comercialización de los excedentes de la producción agroalimentaria dentro y fuera del país.
4. Promover la creación de micro, pequeñas y medianas empresas privadas asociadas a la comercialización de productos alimenticios.
5. Apoyar las tareas de investigación científica y desarrollo tecnológico que se encuentren vinculadas con su objeto y que sean promovidas por la SADER.

## Controversias

### Polémica por desvío de recursos
En 2022, se hizo de conocimiento público una investigación por desvío de recursos que se inició en 2020. De momento solo hay un investigado, René Gavira quien se presentó por primera vez ante un juez, que lo procesó por la presunta colocación de 950 millones de pesos de SEGALMEX en la Bolsa Mexicana de Valores. Se estima que los daños al erario ascienden a los 9 mil 500 millones de pesos e incluyen también a las dependencias Liconsa y Diconsa que están bajo la administración de SEGALMEX.
En marzo de 2023, la FGR obtuvo una vinculación al proceso en contra del empresario Fernando Hiram Zurita Jiménez, por los delitos de delincuencia organizada con la finalidad de cometer operaciones con recursos de procedencia ilícita.

## Alimentación para el Bienestar
En 2024 Claudia Sheinbaum anuncia la fusión de Segalmex con Liconsa y Diconsa para crear Alimentación para el Bienestar (con tiendas del bienestar).
Se pone a cargo de la nueva unidad a María Luisa Albores González.
La nueva dependencia estará encargada de vincular a productores agrícolas con las tiendas del bienestar y vigilar precios de garantía. Además se vinculará con el programa Sembrando Vida para que haya un canal de colaboración.
Sobre el caso de corrupción en Segalmex donde se desviaron millones de pesos, se dijo que para evitar estos casos se aplicará seguimiento, acompañamiento, vigilancia y mejorando la administración.
También informó que buscará cambiar las funciones de la Función Pública para darle mayor seguimiento a las distintas instancias.